# Peter Boelens
Petrus Carlestinus Joannes (Peter) Boelens (Hilversum, 10 april 1949) is een Nederlands politicus van VVD-huize.

## Activiteiten op het gebied van fysiotherapie
Boelens is opgeleid tot fysiotherapeut. Na zijn militaire diensttijd werkte hij als fysiotherapeut en later als hoofd fysiotherapie in verschillende ziekenhuizen. Zo was hij in de periode 1979-2002 hoofd Fysiotherapie-Logopedie-Ergotherapie-Activiteiten Begeleiding en Huidtherapie in het Canisius-Wilhelmina Ziekenhuis te Nijmegen. Daarnaast was hij docent aan de opleiding Fysiotherapie. Boelens was een pionier op het gebied van het gebruik van het oppervlakte-EMG in de fysiotherapie. Binnen de beroepsgroep bekleedde hij diverse functies, zoals voorzitter van de Nederlandse Vereniging voor Manuele Therapie en van 2000 tot 2004 executive member van de International Federation of Orthopedic Manual Therapy.

## Politieke en bestuurlijke activiteiten
Eind jaren tachtig werd Boelens politiek actief in Nijmegen en in 1990 werd hij raadslid voor de VVD in Nijmegen. In 1998 werd hij fractievoorzitter en in 2001 trad hij tussentijds aan als wethouder. Zijn portefeuille hield in Verkeer, Ruimtelijke Invulling, Milieu en Stedenbanden.
Functies, die hij bekleedde als raadslid waren dagelijks bestuurslid GGD Nijmegen (1990-2001), lid en plaatsvervangend-lid van raad Knooppunt Arnhem-Nijmegen (1998-2002), lid rekenkamer Nijmegen (2002). Ook vanuit als wethouder bekleedde hij diverse bestuursfuncties, zoals stuurgroep Nijmegen West, dagelijks bestuur Milieusamenwerking Afvalverwerking Regio Nijmegen, dagelijks bestuur Gemeenschappelijke regeling Bijsterhuizen, lid Raad van Commissarissen Grondbank.
Na de gemeenteraadsverkiezingen van 2002 kreeg Nijmegen een links college en verloor hij zijn wethouderspost. Op 20 januari 2003 werd Boelens geïnstalleerd als burgemeester van de gemeente Maasdonk. Dit bleef hij tot 1 september 2008.
Vanuit deze positie bekleedde hij diverse bestuursfuncties, zoals:
- lid regionaal College Politie Brabant-Noord,
- lid algemeen bestuur Regionale Hulpverleningsdienst Brabant-Noord,
- voorzitter Stuurgroep Regionaal Bedrijventerrein Waalboss,
- voorzitter Raad van Commissarissen Maaslandgas en
- voorzitter Gemeenschappelijke Regeling Welstandszorg Noord-Brabant.

Boelens besloot te vertrekken als burgemeester van Maasdonk na een volgens het Brabants Dagblad vernietigend rapport van Contain Organisatie Advies. Er was zware kritiek op de gemeentelijk organisatie. De kritiek betrof het bestuur. 
Van september 2008 tot juli 2011 was hij, in de functie van interim-bestuurder/manager, in dienst van PenO Services Group in Hedel. Na een korte periode werkzaam te zijn geweest bij het ministerie van Binnenlandse Zaken en Koninkrijksrelaties ten behoeve van het project Continuïteitsmanagement bij grieppandemie, was Boelens in 2009 enige tijd in dienst van Stichting Elisabeth, een groot verzorgings- en verpleeghuis in Breda.
In 2010 werd hij voorzitter van de Nederlandse Vereniging van Podotherapeuten en in hetzelfde jaar tevens voorzitter van Huidpatiënten Nederland.